# Doornzaad
Doornzaad (Torilis) is een plantengeslacht uit de schermbloemenfamilie (Apiaceae).  De botanische naam is gepubliceerd in 1763 door Michel Adanson. De planten komen voor in Eurazië en Noord-Afrika, maar zijn ook in andere delen van de wereld ingevoerd.
Er zijn een veertiental soorten of ondersoorten beschreven. In Nederland komen voor:
- Akkerdoornzaad (Torilis arvensis)
- Heggendoornzaad (Torilis japonica)
- Knopig doornzaad (Torilis nodosa)

## Soorten
- Torilis africana Spreng.
- Torilis arvensis (Huds.) Link - Akkerdoornzaad
- Torilis chrysocarpa Boiss. & C.I.Blanche
- Torilis elongata (Hoffmanns. & Link) Samp.
- Torilis gaillardotii (Boiss.) Drude
- Torilis japonica (Houtt.) DC. - Heggendoornzaad
- Torilis leptocarpa (Hochst.) C.C.Towns.
- Torilis leptophylla (L.) Rchb.f.
- Torilis nodosa (L.) Gaertn. - Knopig doornzaad
- Torilis pseudonodosa Bianca
- Torilis scabra (Thunb.) DC.
- Torilis stocksiana (Boiss.) Drude
- Torilis tenella (Delile) Rchb.f.
- Torilis triradiata Boiss. & Heldr.
- Torilis ucranica Spreng.